# Hieracium lugubre
Hieracium lugubre es una especie de planta con flor del género Hieracium, de la familia Asteraceae, orden Asterales.

## Distribución
Hieracium lugubre se distribuye por Suecia.

## Taxonomía
Fue descrita científicamente por (Malme) Dahlst.